# Hypocrita euploeodes
Hypocrita euploeodes är en fjärilsart som beskrevs av Butler 1871. Hypocrita euploeodes ingår i släktet Hypocrita och familjen björnspinnare. Inga underarter finns listade i Catalogue of Life.